# Липертис, Димитрис
Димитрис Липертис (греч. δημήτρης λιπέρτης; 1866, Ларнака ― 1937) ― кипрский поэт.

## Биография
Родился в Ларнаке в 1866 году (точная дата оспаривается — либо 22 сентября, либо 26 октября) в семье владельца торговой компании.
В Ларнаке он выучил свои первые буквы у своего дяди, викария Харитона, закончил школу совместного обучения, а также учился у Андреаса Фемистоклеуса в Ларнаке.
Затем продолжил учебу в Американском университете Бейрута (Ливан) и иезуитском университете Сен-Жозеф, специализируясь на английском и французском языках.
Окончив учёбу, вернулся на Кипр, где сначала занял канцелярскую должность в суде Ларнаки, здесь работал с 1885 по 1890 год. В течение следующего десятилетия работал в различных правительственных ведомствах: сотрудником по начислению заработной платы в департаменте общественных работ, инспектором по болезням виноградников, сотрудником береговой охраны и т. д.
Благодаря своей разнообразной работе он побывал во всех уголках Кипра и соприкоснулся с кипрской сельской местностью и её жителями, а также познакомился с различными диалектами греческого языка, на которых говорят в разных регионах Кипра.
В 1900 году уехал с Кипра в Неаполь (Италия), где в течение семестра посещал курсы философии и литературы. Затем в Афины (Греция) для изучения теологии. Также отправился в Египет в поисках работы.
В 1901 году вернулся на родину и работал на государственный службе, учителем в английской школе Ньюэма в Никосии (1904—1936), во Всекипрской гимназии и школе для девочек в Фанеромени (1910—1912) и непродолжительное время (с октября 1912 по февраль 1913 года) в школе Митсис в Лемифе, где также был администратором (1913—1916). Был первым директором коммерческой академии Митсис в деревне Лемиту.
Умер в Никосии в 1937 году.

## Творчество
Впервые Липертис заявил о себе в поэзии с публикацией сборника стихов «Халароменская лира» в 1891 году, однако стал известен благодаря полюбившемуся читающей публике четырехтомному сборнику «Песни киприотов», которая вышла в свет 1923 году.
Своим поэтическим творчеством Липертис создал образ кипрского общества 1918—1936 годов, сосредоточив внимание на современной действительности на острове. Живший в консервативную эпоху, поэт описал в своих стихах подробности повседневной жизни простых киприотов в городах и деревнях.
Написал и опубликовал несколько стихотворений на кафаревуса, консервативной разновидности греческого языка, которая была в Греции XIX и XX веков основным языком государства, общественной жизни и части литературы.
Но основная часть его работ написана на кипрском диалекте греческого языка. Некоторые из его стихотворений были положены на музыку кипрским композитором Ахиллеасом Лимбуридисом и греческим композитором Димитрисом Лайосом. Является одним из самых выдающихся современных кипрских поэтов.
Опубликовал три сборника стихов:
- 1891 — Расслабленная арфа (Халароменская лира — ΧΑλαρωμέΝη ΛύΡα)
- 1898 — Хомяки (Στόνοι)
- 1923 — Песня киприотов (Циприотика Трагудия — τζ 'υπριώτικα ΤραούΔκια)

Кроме того, его личные письма к разным людям отличались ярким и интеллектуальным содержанием с тонким юмором и литературными достоинствами.

## Память
В 1978 году портрет Димитриса Липертиса был изображен на марке, выпущенных Почтовым отделением Кипра в юбилейном выпуске, посвященном кипрским поэтам.
У входа в театр муниципалитета Строволос установлен его бюст.